# لیگ برتر فوتبال انگلستان ۰۴–۲۰۰۳

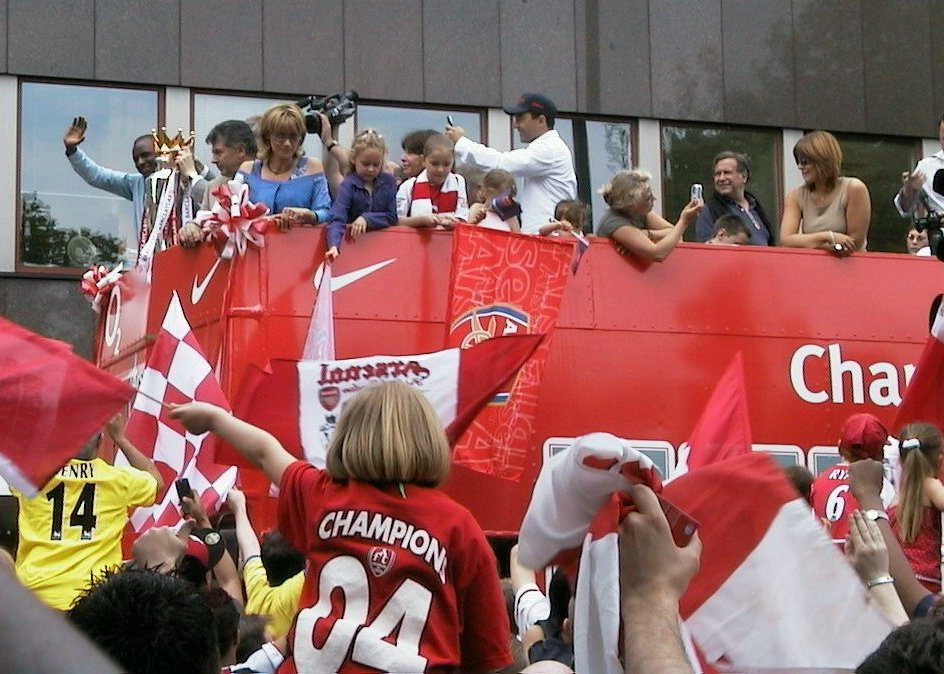
تصویری از جشن قهرمانی لیگ برتر فوتبال انگلستان ۰۴–۲۰۰۳

لیگ برتر فوتبال انگلستان ۰۴–۲۰۰۳ دوازدهمین دوره لیگ برتر فوتبال انگلستان است که با حضور ۲۰ تیم برگزار شده است.وتنها سالی است که جام طلایی انگلیس به تیمی داده شد.در این سال آرسنال بدون شکست قهرمان شد وبه دومین تیمی تبدیل شد که بدون شکست قهرمان می‌شود.
باشگاه فوتبال آرسنال با ۹۰ امتیاز، باشگاه فوتبال چلسی با ۷۹ امتیاز و باشگاه فوتبال منچستر یونایتد با ۷۵ امتیاز مقام‌های اول تا سوم را کسب کردند.

## جدول مسابقات
| رتبه | تیم             | بازی | برد | مساوی | باخت | گل زده | گل خورده | گل تفاضل | امتیاز | صعود یا سقوط                                                  |
| ---- | --------------- | ---- | --- | ----- | ---- | ------ | -------- | -------- | ------ | ------------------------------------------------------------- |
| ۱    | آرسنال (C)      | ۳۸   | ۲۶  | ۱۲    | ۰    | ۷۳     | ۲۶       | ۴۷+      | ۹۰     | Qualification for the Champions League group stage            |
| ۲    | چلسی            | ۳۸   | ۲۴  | ۷     | ۷    | ۶۷     | ۳۰       | ۳۷+      | ۷۹     | Qualification for the Champions League group stage            |
| ۳    | منچستر یونایتد  | ۳۸   | ۲۳  | ۶     | ۹    | ۶۴     | ۳۵       | ۲۹+      | ۷۵     | Qualification for the Champions League third qualifying round |
| ۴    | لیورپول         | ۳۸   | ۱۶  | ۱۲    | ۱۰   | ۵۵     | ۳۷       | ۱۸+      | ۶۰     | Qualification for the Champions League third qualifying round |
| ۵    | نیوکاسل         | ۳۸   | ۱۳  | ۱۷    | ۸    | ۵۲     | ۴۰       | ۱۲+      | ۵۶     | Qualification for the UEFA Cup first round                    |
| ۶    | آستون ویلا      | ۳۸   | ۱۵  | ۱۱    | ۱۲   | ۴۸     | ۴۴       | ۴+       | ۵۶     |                                                               |
| ۷    | چارلتون         | ۳۸   | ۱۴  | ۱۱    | ۱۳   | ۵۱     | ۵۱       | ۰        | ۵۳     |                                                               |
| ۸    | بولتون          | ۳۸   | ۱۴  | ۱۱    | ۱۳   | ۴۸     | ۵۶       | ۸−       | ۵۳     |                                                               |
| ۹    | فولام           | ۳۸   | ۱۴  | ۱۰    | ۱۴   | ۵۲     | ۴۶       | ۶+       | ۵۲     |                                                               |
| ۱۰   | بیرمنگام        | ۳۸   | ۱۲  | ۱۴    | ۱۲   | ۴۳     | ۴۸       | ۵−       | ۵۰     |                                                               |
| ۱۱   | میدلزبورو       | ۳۸   | ۱۳  | ۹     | ۱۶   | ۴۴     | ۵۲       | ۸−       | ۴۸     | Qualification for the UEFA Cup first round                    |
| ۱۲   | ساوتهمپتون      | ۳۸   | ۱۲  | ۱۱    | ۱۵   | ۴۴     | ۴۵       | ۱−       | ۴۷     |                                                               |
| ۱۳   | پورتسموث        | ۳۸   | ۱۲  | ۹     | ۱۷   | ۴۷     | ۵۴       | ۷−       | ۴۵     |                                                               |
| ۱۴   | تاتنهام         | ۳۸   | ۱۳  | ۶     | ۱۹   | ۴۷     | ۵۷       | ۱۰−      | ۴۵     |                                                               |
| ۱۵   | بلکبرن          | ۳۸   | ۱۲  | ۸     | ۱۸   | ۵۱     | ۵۹       | ۸−       | ۴۴     |                                                               |
| ۱۶   | منچسترسیتی      | ۳۸   | ۹   | ۱۴    | ۱۵   | ۵۵     | ۵۴       | ۱+       | ۴۱     |                                                               |
| ۱۷   | اورتون          | ۳۸   | ۹   | ۱۲    | ۱۷   | ۴۵     | ۵۷       | ۱۲−      | ۳۹     |                                                               |
| ۱۸   | لسترسیتی (R)    | ۳۸   | ۶   | ۱۵    | ۱۷   | ۴۸     | ۶۵       | ۱۷−      | ۳۳     | Relegation to the Football League Championship                |
| ۱۹   | لیدزیونایتد (R) | ۳۸   | ۸   | ۹     | ۲۱   | ۴۰     | ۷۹       | ۳۹−      | ۳۳     | Relegation to the Football League Championship                |
| ۲۰   | ولورهمپتون (R)  | ۳۸   | ۷   | ۱۲    | ۱۹   | ۳۸     | ۷۷       | ۳۹−      | ۳۳     | Relegation to the Football League Championship                |

1. ↑  Since Manchester United qualified for the Champions League, their place in the UEFA Cup as  2003–04 FA Cup فینال جام حذفی فوتبال انگلستان ۲۰۰۴ went to First Division club باشگاه فوتبال میلوال, who were the FA Cup runners-up.
2. ↑  Middlesbrough qualified as the 2003–04 Football League Cup فینال جام اتحادیه فوتبال انگلستان ۲۰۰۴.

## بهترین گلزنان
| رتبه | بازیکن          | باشگاه               | گل |
| ---- | --------------- | -------------------- | -- |
| ۱    | تیری آنری       | آرسنال               | ۳۰ |
| ۲    | آلن شیرر        | نیوکاسل              | ۲۲ |
| ۳    | لوئی ساها       | منچستر یونایتد/فولام | ۲۰ |
| ۳    | رود فن نیستلروی | منچستر یونایتد       | ۲۰ |
| ۵    | میکل فورسل      | بیرمنگام سیتی        | ۱۷ |
| ۶    | نیکولا آنلکا    | منچستر سیتی          | ۱۶ |
| ۶    | خوان پابلو آنجل | استون ویلا           | ۱۶ |
| ۶    | مایکل اوون      | لیورپول              | ۱۶ |
| ۶    | یاکوبو آییگبنی  | پورتس‌موث             | ۱۶ |
| ۱۰   | جیمز بیتی       | ساوت‌همپتون           | ۱۴ |
| ۱۰   | رابی کین        | تاتنهام              | ۱۴ |
| ۱۰   | رابرت پیرس      | آرسنال               | ۱۴ |